# Benny & Joon
Benny & Joon ist ein US-amerikanisches Liebes-Drama aus dem Jahr 1993, das psychisch kranke Menschen als facettenreiche Charaktere darstellt.

## Handlung
Joon wohnt mit ihrem älteren Bruder Benny zusammen in einem Haus. Seit ihre Eltern bei einem Unfall ums Leben gekommen sind, fungiert Benny neben seinem Job als Automechaniker als Elternersatz und Vormund seiner gefährdeten Schwester. Die offenbar gestörte Joon geht gelegentlich ihren Impulsen unbedacht nach und gerät mit dem Gesetz in Konflikt. Trotz Anraten ihrer Psychiaterin Dr. Garvey will Benny seine jüngere Schwester nicht wieder in ein Heim geben.
Joons Einsamkeit wird gelindert, als sie beim Pokern den Cousin eines Mitspielers „gewinnt“. Sam spricht wenig, trägt einen altmodischen Anzug und Hut und belustigt andere mit pantomimischen, stummfilmhaften Einlagen und Rezitationen aus Horrorfilmen. Benny und Joon nehmen Sam bei sich im Haus auf. Ebenso wie Joon ist er ein Außenseiter, aber er ist weitaus weniger gefährdet und scheint einen positiven Einfluss auf Joon zu haben.
Während sich Joon und Sam langsam näherkommen, lernt Benny Ruthie kennen, die in einem Café in der Nähe arbeitet. Als Benny die Verliebtheit seiner Schwester bemerkt, reagiert er wütend und wirft Sam aus dem Haus. Sam schafft es aber, Joon zu einem Ausbruchsversuch zu bewegen. Im Bus bekommt sie einen Nervenzusammenbruch. Sie muss wieder in die psychiatrische Klinik.
In der Sorge um sie kommen sich Benny und Sam näher. Sam durchschaut nun Bennys Angst vor ihm als dem Rivalen um Joon. Zusammen hecken sie einen Plan aus, Joon zu befreien. Mit Hilfe von Sams Fähigkeiten gelingt das auch. Am Ende gesteht Benny den beiden zu, zusammenwohnen zu dürfen. Das Wagnis scheint sich zu lohnen. Auch Bennys Verbindung mit Ruthie hat offenbar Zukunft.

## Hintergrund
Sam ist eine von Johnny Depps Paraderollen, mit ernsthaftem Gesichtsausdruck imitiert er mal Buster Keaton, mal Charlie Chaplin. Eine Szene am Tresen im Café ist eine direkte Hommage an eine bekannte Szene aus Goldrausch: Sam steckt zwei Gabeln in je ein Brötchen und tut mit diesen „Beinchen“ auf dem Tresen so, als ob sie tanzen würden. Selbst die Mimik Depps erinnert in dieser Szene frappierend an jene Chaplins. Diese Szene wurde wiederum von einer Simpsons-Folge aufgegriffen.
Auch die klassisch clownesken Paradestückchen, die Depp zum Amüsement einiger Zuschauer in einem Park abliefert, bietet er überzeugend dar. Insofern ist die Rolle des Sam eine Verbeugung vor den Figuren des klassischen Stummfilmkinos. Johnny Depp wurde aufgrund seiner Darstellung für einen Golden Globe und einen MTV Movie Award nominiert.
Der Titelsong I’m Gonna Be (500 Miles) verhalf den Proclaimers zum internationalen Durchbruch.

## Rezeption

### Kritiken
- Lexikon des internationalen Films: „Märchenhaft angelegtes Plädoyer für den normalen Umgang mit psychisch Kranken, das sein Anliegen durch eine gagbetonte Inszenierung etwas klischeehaft und oberflächlich behandelt und sich auf die perfekt choreografierten Kunststückchen des sympathischen Hauptdarstellers verläßt.“[1]
- TV Spielfilm schrieb, die „skurrile, zauberhafte Romanze [changiert] virtuos […] zwischen Übermut und Melancholie.“[3]
- Die Deutsche Film- und Medienbewertung FBW in Wiesbaden verlieh dem Film das Prädikat besonders wertvoll.

### Einspielergebnis
Der Film konnte im nordamerikanischen Raum rund 23 Millionen US-Dollar einspielen.